# Anthony Berkeley
Ne doit pas être confondu avec Anthony Berkeley Cox.
Anthony Fitzhardinge Gueterbock (né le 20 septembre 1939), 18e baron Berkeley, est un ingénieur puis parlementaire britannique.

## Vie
Fils du brigadier Ernest Gueterbock (d'ascendance patrilinéaire allemande), via sa mère, Cynthia née Foley († 1991), le titulaire hérite un des titres de pair les plus anciens en Angleterre. 
Il succède à sa tante suo jure 17e baronne Berkeley († 1992), avant de faire son entrée à la Chambre des lords la même année. À la suite du dénouement des pairs héréditaires en 1999, Lord Berkeley est nommé pair à vie pour son parti politique de choix, les Travaillistes.

## Distinctions honorifiques
- - Baron (suc. 1992)
- - Officier de l'ordre de l'Empire britannique (1989)